# Tifo (sport)

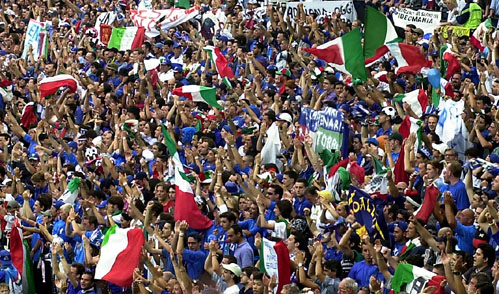
Tifosi della nazionale italiana di calcio durante il.

Il tifo è un fenomeno sociale per cui un individuo, oppure un gruppo, s'impegnano a sostenere con entusiasmo la partecipazione di un atleta o di una squadra in una determinata disciplina.
Lo sviluppo della passione del tifo in un individuo è generalmente riconducibile all'ambiente sociale in cui egli interagisce.

## Storia

### Nell'Antica Grecia
Presso l'antica Grecia gli eventi sportivi erano seguiti con fervente attenzione dalla popolazione. Le competizioni sportive più importanti erano i giochi olimpici di Olimpia. In loro occasione le poleis coinvolte in un conflitto bellico erano solite proclamare una tregua per permettere ai propri atleti di partecipare ai giochi ed essere assistiti dai propri allenatori.
Lo sport presso i greci metteva in risalto l'armonia del gesto atletico abbinato ad una pace sia fisica che mentale in un'atmosfera sacra ed innocente.
Alla celebrazione delle gesta dei campioni di eventi sportivi è dedicata una parte cospicua della lirica greca. L'esempio più illustre è la poesia di Pindaro, che scrisse «Quando ci si cimenta in una gara, solo la vittoria libera dalla tensione della prova».

### Nell'Antica Roma
Il tifo da stadio delle partite di vari sport come è conosciuto in tempi recenti nacque nell'antica Roma. Infatti nelle arene dei circhi e degli anfiteatri romani il popolo andava a svagarsi e sfogarsi assistendo a battaglie di gladiatori negli anfiteatri e corse di bighe e quadrighe nei circhi. La gente seguiva queste manifestazioni come il fanatismo calcistico attuale; infatti spesso nascevano risse e tafferugli tra le varie tifoserie che già erano organizzate in veri e propri gruppi dai connotati anche politici chiamati «collegia». Fanatismo a cui spesso non si astenevano neanche gli imperatori. Di conseguenza la plebe romana sfruttava gli spettacoli delle arene come valvola di sfogo proprio come oggi gli ultras e gli hooligans di tutto il mondo usano il calcio per lo stesso scopo tribale, trovando così molte somiglianze tra l'atmosfera delle odierne partite di calcio e quelle delle antiche arene romane. L'archeologo Weber nel suo libro «Panem et circenses» introdusse l'argomento scrivendo che il primo fan della storia indossava infatti la tunica romana. La concezione romana del tifo violento come valvola di sfogo per il popolo che ritroviamo nel nostro presente era perciò ben lontana da quella dei greci.
Gli spettacoli a Roma avevano una funzione ben specifica: uomini politici in carriera, e successivamente imperatori, si guadagnavano il favore popolare promuovendo frequentemente gare e combattimenti. Basti pensare che i giorni delle feriae che nel periodo repubblicano erano 65, divennero sotto Marco Aurelio 135, fino ad arrivare a 175. 
Tra i ludi circenses, i giochi più importanti erano le corse dei carri. La folla, in preda al tifo incitava le quattro squadre (factiones), i bianchi, i rossi, i verdi, gli azzurri, che divennero vere e proprie società, tali quali le società calcistiche oggi. L'influenza delle factiones era esorbitante: assunsero tale rilevanza sportiva che arrivarono ad avere influenza anche nella politica. L'amore per la propria squadra era tale che i fan non perdevano mai una corsa e talvolta arrivava al fanatismo, come quando, ci racconta Plinio il Vecchio nella Naturalis Historia, sotto il regno di Tiberio l'alienazione di un tifoso lo spinse, a causa della morte dell'auriga preferito, al suicidio. Anche Svetonio ci racconta un episodio di fanatismo, stavolta da parte di un imperatore: Caligola amava a tal punto la squadra dei verdi che aveva progettato il consolato per il cavallo dell'auriga preferito.
Le corse si svolgevano nell'ambito della scorrettezza: ogni mezzo era tollerato, se non addirittura consentito, per vincere. Lo scrittore Ammiano Marcellino ci parla di una "folla innumerevole, in preda ad una forma di insania, intenta a seguire trattenendo il respiro l'esito delle gare dei cocchi". Già allora, non si tifava per un auriga, ma per una squadra. Tutto ciò non aveva, per gli intellettuali del tempo, alcuna logica. Plinio il Giovane nella lettera all'amico Calvisio Rufo, con molto distacco, esprime il suo dissenso verso il tifo con cui il popolo acclama la propria squadra:
(Plinio il giovane)
Un altro tipo di competizione soggetta a tifo sfrenato erano i munera, cioè i ludi gladiatorii che si svolgevano negli anfiteatri. Strumenti di propaganda elettorale e prestigio politico, i combattimenti dei gladiatori inflissero un colpo durissimo alle casse statali, specialmente quando vennero utilizzati costantemente dagli imperatori per assicurarsi il consenso delle masse. I gladiatori potevano essere schiavi, prigionieri di guerra o anche uomini illustri in cerca di emozioni, addestrati in apposite scuole, che combattevano a coppie (paria) o contro animali esotici (venationes) in particolare del Nord Africa. La peculiarità di questi spettacoli violenti e sanguinari, era che la sorte dei gladiatori che sopravvivevano ai combattimenti dipendeva dal pubblico. Gli spettatori potevano decidere di salvare la vita al vincitore oppure, se erano particolarmente desiderosi di morte, di fargli affrontare un altro nemico.
Lo storico Tacito racconta negli Annales: nel 59 d.C., durante uno spettacolo gladiatorio, nell'anfiteatro di Pompei, scoppiò una rissa tra le opposte tifoserie dei Nocerini e dei Pompeiani, che degenerò in strage. Gli "ultras", venuti prima alle mani poi ai coltelli massacrandosi tra loro, causando la sospensione delle manifestazioni a Pompei per dieci anni, lo scioglimento dei collegia e l'esilio di colui che aveva organizzato l'evento. L'episodio destò tale scalpore che venne rappresentato in un affresco, ritrovato in una villa pompeiana.

### Il tifo moderno
Il vocabolo tifo fa la sua comparsa scritta nel 1935 nel Dizionario moderno di Alfredo Panzini.
A partire dal XX secolo - complici anche eventi come la nascita dei giochi olimpici - si è assistito alla diffusione mondiale del tifo, sia pur con forme diverse. Per quanto attiene agli sport di gruppo, non sono pochi i club di tifosi fondati proprio con l'obiettivo di sostenere una determinata squadra. L'immaginario collettivo vede i tifosi come spettatori che, seguendo le competizioni allo stadio, intonano cori e sventolano striscioni o bandiere col fine di incitare la propria squadra o, viceversa, sminuire l'avversaria.
Benché il tifo possa apparire come un fenomeno positivo in sé, nella sua dinamica sono ravvisabili anche aspetti deleteri. Uno di questi riguarda, per esempio, lo sfociare della fede sportiva in atteggiamenti di violenza verso i sostenitori di squadre avversarie. Non sono infatti rari gli episodi di scontri, tumulti, risse e atti di teppismo che hanno spesso causato gravi conseguenze.

## Singoli sport

### Il tifo calcistico in Europa
In gran parte dell'Europa, con l'eccezioni di alcuni stati settentrionali, il calcio risulta essere lo sport più seguito. Nelle tabelle sottostanti, sono riportate le medie spettatori (in riferimento agli incontri casalinghi) relative alla stagione calcistica 2007-2008 e alla Serie A 2017-2018.

#### In Germania
Media spettatori della prima divisione nazionale: 39.426
| Squadra               | Media '07-'08 | Categoria '08-'09 |
| --------------------- | ------------- | ----------------- |
| Borussia Dortmund     | 72.510        | 1.Bundesliga      |
| Bayern Monaco         | 69.000        | 1.Bundesliga      |
| Schalke 04            | 61.274        | 1.Bundesliga      |
| Amburgo               | 55.368        | 1.Bundesliga      |
| Stoccarda             | 50.447        | 1.Bundesliga      |
| Eintracht Francoforte | 48.324        | 1.Bundesliga      |
| Hertha Berlino        | 45.438        | 1.Bundesliga      |
| Colonia               | 43.741        | 1.Bundesliga      |
| Norimberga            | 43.451        | Zweite Liga       |
| Borussia M'gladbach   | 40.427        | 1.Bundesliga      |
| Werder Brema          | 40.308        | 1.Bundesliga      |
| Hannover 96           | 40.233        | 1.Bundesliga      |
| Monaco 1860           | 35.071        | Zweite Liga       |
| Karlsruhe             | 28.840        | 1.Bundesliga      |
| Kaiserslautern        | 27.969        | Zweite Liga       |
| Duisburg              | 25.041        | Zweite Liga       |
| Bochum                | 24.404        | 1.Bundesliga      |
| Wolfsburg             | 24.359        | 1.Bundesliga      |
| Bayer Leverkusen      | 22.294        | 1.Bundesliga      |

#### In Inghilterra
Media spettatori della prima divisione nazionale: 36.076
| Squadra         | Media '07-'08 | Categoria '08-'09 |
| --------------- | ------------- | ----------------- |
| Manchester Utd  | 75.691        | Premier League    |
| Arsenal         | 60.070        | Premier League    |
| Newcastle Utd   | 51.321        | Premier League    |
| Liverpool       | 43.532        | Premier League    |
| Sunderland      | 43.344        | Premier League    |
| Manchester City | 42.126        | Premier League    |
| Chelsea         | 41.397        | Premier League    |
| Aston Villa     | 40.029        | Premier League    |
| Everton         | 36.955        | Premier League    |
| Tottenham       | 35.967        | Premier League    |
| West Ham Utd    | 34.601        | Premier League    |
| Derby County    | 32.432        | The Championship  |
| Middlesbrough   | 26.708        | Premier League    |
| Birmingham City | 26.181        | The Championship  |
| Sheffield Utd   | 25.631        | The Championship  |

#### In Spagna
Media spettatori della prima divisione nazionale: 29.124
| Squadra         | Media '07-'08 | Categoria '08-'09 |
| --------------- | ------------- | ----------------- |
| Real Madrid     | 76.234        | Liga              |
| Barcellona      | 67.560        | Liga              |
| Atlético Madrid | 45.253        | Liga              |
| Valencia        | 40.711        | Liga              |
| Siviglia        | 39.553        | Liga              |
| Real Betis      | 37.421        | Liga              |
| Athletic Bilbao | 36.263        | Liga              |
| Real Saragozza  | 30.711        | Liga Adelante     |
| Real Murcia     | 23.548        | Liga Adelante     |
| Espanyol        | 21.870        | Liga              |
| Real Sociedad   | 20.129        | Liga Adelante     |
| Malaga          | 20.000        | Liga              |
| Villarreal      | 19.395        | Liga              |

#### In Italia
Media spettatori della Serie A 2017-2018: 24 507
| Squadra    | Media '17-'18 | Abbonamenti '17-'18 |
| ---------- | ------------- | ------------------- |
| Napoli     | 63.050        | 5.888               |
| Milan      | 52.690        | 31.000              |
| Inter      | 57.529        | 31.000              |
| Juventus   | 39.316        | 29.200              |
| Roma       | 37.450        | 22.000              |
| Lazio      | 30.990        | 11.000              |
| Fiorentina | 26.092        | 17.000              |
| Genoa      | 20.941        | 17.144              |
| Bologna    | 20.903        | 13.054              |
| Sampdoria  | 20.156        | 16.400              |
| Torino     | 18.596        | 11.492              |
| Atalanta   | 17.921        | 14.041              |
| Udinese    | 17.906        | 11.662              |
| Verona     | 17.333        | 11.467              |
| Cagliari   | 14.685        | 7.007               |
| Chievo     | 12.540        | 7.142               |
| Benevento  | 12.132        | 7.783               |
| SPAL       | 12.067        | 8.103               |
| Sassuolo   | 11.237        | 4.800               |
| Crotone    | 10.581        | 7.500               |

#### In Francia
Media spettatori della prima divisione nazionale: 21 840
| Squadra             | Media '07-'08 | Categoria '08-'09 |
| ------------------- | ------------- | ----------------- |
| Olympique Marsiglia | 76.234        | Ligue 1           |
| Olympique Lione     | 67.560        | Ligue 1           |
| Paris Saint-Germain | 45.253        | Ligue 1           |
| Lens                | 40.711        | Ligue 2           |
| Saint-Étienne       | 39.553        | Ligue 1           |
| Rennes              | 37.421        | Ligue 1           |
| Bordeaux            | 36.263        | Ligue 1           |
| Nantes              | 30.711        | Ligue 1           |
| Tolosa              | 23.548        | Ligue 1           |

#### In Olanda
Media spettatori della prima divisione nazionale: 18.732
| Squadra    | Media '07-'08 | Categoria '08-'09 |
| ---------- | ------------- | ----------------- |
| Ajax       | 49.125        | Eredivisie        |
| Feyenoord  | 44.618        | Eredivisie        |
| PSV        | 33.512        | Eredivisie        |
| Heerenveen | 25.224        | Eredivisie        |
| Utrecht    | 20.360        | Eredivisie        |
| Vitesse    | 19.844        | Eredivisie        |
| Groningen  | 19.336        | Eredivisie        |

#### In Scozia
Media spettatori della prima divisione nazionale: 15.580
| Squadra   | Media '07-'08 | Categoria '08-'09 |
| --------- | ------------- | ----------------- |
| Celtic    | 56.677        | SPL               |
| Rangers   | 49.143        | SPL               |
| Hearts    | 15.958        | SPL               |
| Hibernian | 13.884        | SPL               |
| Aberdeen  | 11.994        | SPL               |

#### In Portogallo
Media spettatori della prima divisione nazionale: 11.216
| Squadra          | Media '07-'08 | Categoria '08-'09 |
| ---------------- | ------------- | ----------------- |
| Porto            | 38.632        | Primeira Liga     |
| Benfica          | 37.558        | Primeira Liga     |
| Sporting Lisbona | 29.381        | Primeira Liga     |

### Il tifo in Nord America
In America del Nord e Canada i tifosi orientano più spesso i propri interessi verso discipline quali pallacanestro, baseball, hockey su ghiaccio e football.